# Paralcis dochmioscia
Paralcis dochmioscia är en fjärilsart som beskrevs av Louis Beethoven Prout 1916. Paralcis dochmioscia ingår i släktet Paralcis och familjen mätare. Inga underarter finns listade i Catalogue of Life.